# Irina Yarikova
Irina Yarikova (russisch Ирина Ярикова; engl. Transkription Irina Yarikova; * 25. April 1980) ist eine ehemalige usbekische Tennisspielerin.

## Karriere
Yarikova spielte 1997 in insgesamt vier Begegnungen sieben Matche für die usbekische Fed-Cup-Mannschaft. Ihre vier Einzel und drei Doppel konnte sie alle gewinnen.

### College Tennis
Sie spielte Ende der 90er und Anfang der 2000er Jahre College Tennis für das Middle Georgia College.